# Ménesqueville
Ménesqueville is een gemeente in het Franse departement Eure (regio Normandië) en telt 349 inwoners (1999). De plaats maakt deel uit van het arrondissement Les Andelys.

## Geografie
De oppervlakte van Ménesqueville bedraagt 4,2 km², de bevolkingsdichtheid is 83,1 inwoners per km².
De onderstaande kaart toont de ligging van Ménesqueville met de belangrijkste infrastructuur en aangrenzende gemeenten.

## Demografie
Onderstaande figuur toont het verloop van het inwonertal (bron: INSEE-tellingen).

1. ↑  Populations de référence 2022.